# Efecto Pasillo
Efecto Pasillo es un grupo musical español fundado en la isla de Gran Canaria en 2007. Debutaron con la canción "Chacho" en 2010. Su estilo musical combina sonidos diferentes como el rock, pop, funk y la música latina.

## Historia

### 2007:Comienzos
Efecto Pasillo empezó a participar como banda en 2007, presentándose a un concurso de bandas que ganaron con una aplastante victoria. El grupo empezó a grabar su primera maqueta, titulada "En el aire", que fue emitida por las cadenas locales. Durante un concierto en Las Palmas de Gran Canaria, Tato Latorre, productor musical, viajó desde Barcelona hasta Canarias para escucharlos, y la crítica fue tan favorecedora que decidió acoger al grupo.

### 2010:Efecto Pasillo
A principios de 2010, se lanzó su primer álbum, titulado igual que la banda. Su primer sencillo, Chacho, los hizo famosos en todo el país. Hombres G decidió que Efecto Pasillo fueran los teloneros de la gira que estaban haciendo por toda España. Tuvo buena acogida por el público y consiguieron ser uno de los grupos musicales más importantes del archipiélago canario.
El grupo había fichado por Vicious Records y por M2 Music Group como agencia de promoción. Ese mismo año ganan el premio "Grupo Revelación del Año" en Gran Canaria. La dificultad para que los miembros del grupo estuvieran juntos y pudieran hablar con Latorre era tan grande que debían hacerlo vía Skype, hablando con él desde Gran Canaria a Barcelona.

### 2012-2013:El misterioso caso de...
A mediados de 2012, Efecto Pasillo lanza el sencillo adelanto de su segundo álbum, bajo el título de Pan y mantequilla. Esta canción hizo que el grupo alcanzara la popularidad a nivel nacional e internacional, situándose en el número 1 de Los 40 Principales, la lista más popular de las radiofórmulas españolas. A principios de 2013, lanzaron el esperado álbum, titulado El misterioso caso de..., que cuenta con Pan y mantequilla como primer sencillo. No importa que llueva es el segundo, y el último es Funketón. A finales de 2013, colaboraron con Leire Martínez de La Oreja de Van Gogh para interpretar la segunda versión de la canción Hecho con tus sueños, de la campaña navideña de Suchard. Esta canción fue incluida en la reedición del álbum, El misterioso caso de Efecto Pasillo.

### 2015-2016:Tiembla la tierra
En el 2015, Efecto Pasillo lanza el sencillo adelantado de su tercer álbum, bajo el título de Cuando me siento bien. Con el posterior lanzamiento del disco Tiembla la Tierra con fecha de lanzamiento el 23 de junio de 2015

### 2017-2018:Barrio Las Banderas
En septiembre de 2017 el grupo saca su cuarto disco bajo el nombre Barrio Las Banderas. En 2018 presentan como segundo sencillo del disco Salvajes Irracionales.

### 2020-2021:DIEZ
En 2020 cumplieron diez años de trayectoria musical y decidieron lanzar adelantos de lo que sería su quinto disco "Diez" que vería la luz el 10 de diciembre de 2021. En él, se encuentran duetos con otros compañeros de profesión rememorando los éxitos del grupo durante estos diez años como "Chacho", "Similares", "Pan y Mantequilla", "No Compensa", entre otros. 

### 2022
Coincidiendo con el día de Reyes, la banda presenta su nuevo single "Los Reyes del Mambo".
El 22 de junio, la banda actuó en el Sálvame Mediafest junto a la periodista Lydia Lozano.

## Eventos sociales
El 8 de enero de 2022, Efecto Pasillo participó en el concierto solidario Más fuertes que el volcán, el cual fue organizado por Radio Televisión Española con el fin de recaudar fondos para los damnificados por la erupción volcánica de La Palma de 2021.

## Miembros
- Iván Torres: Vocalista
- Javi Moreno: Batería
- Nau Barreto: Guitarrista
- Arturo Sosa: Bajista

## Discografía
- Efecto Pasillo - 2010
- El Misterioso Caso De... - 2013
- Tiembla La Tierra - 2015
- Barrio Las Banderas - 2017
- DIEZ - 2021

### Sencillos
- Chacho - 2009
- Chocolate y Vainilla (con Mensey) - 2010
- Un Poquito Más De Ti (con Mafy) - 2010
- Pan y Mantequilla - 2012
- No importa que llueva - 2013
- Funketón - 2013
- Hecho Con Tus Sueños (con Leire Martínez) - 2013
- Me Sabe Bien - 2014
- Cuando Me Siento Bien - 2015
- Si te vienes a bailar - 2015
- Pequeña (con Juan Magán) - 2016
- Tiembla La Tierra - 2016
- Carita De Buena - 2017
- Salvajes Irracionales - 2018
- No te enamores - 2019
- Imagina (home version) - 2020
- Esquina de la confusión con Funambulista - 2020
- Similares con Sinsinati - 2020
- Chacho (con O'funk'illo) - 2020
- Libre (con El Vega Life) - 2020
- Funketón (con Huecco) - 2020
- Cerca de Ti (con Georgina) - 2020
- Letras Perfectas (con Despistaos) - 2020
- Salvador (con Arnau Griso) - 2020
- Si tu no estás (con David Otero) - 2020
- No compensa (con Dani Fernández) - 2015
- Ahípamí con La Pegatina - 2021
- Pan y mantequilla con Mike Bahía - 2021
- Universo - 2021
- Los Reyes del Mambo - 2022
- Las Cosas del Querer - 2022
- Baby - 2022
- Quiero que te acerques más (con Maikel dela Calle)  - 2022
- Micaela - 2022
- Universo - 2023
- Canción Bonita - 2023
- Escalera de Colores Ft. Rosana - 2023
- Fantasia Ft. Caztro - 2023
- Tabú - 2024